# Trade Union Act 1871
Il Trade Union Act 1871 è stato un atto legislativo del Parlamento del Regno Unito (Act of Parliament) che ha legalizzato per la prima volta le trade union, ossia i sindacati. Ciò ha rappresentato uno dei fondamenti giuridici del diritto del lavoro nel Regno Unito, sebbene oggi sia stato sostituito dal Trade Union and Labour Relations (Consolidation) Act 1992.